# 933 до н. е.

## Померли
- Мін Нан Пью, легендарний раджа Аракана із I династії Дханьяваді.